# Beritsholm

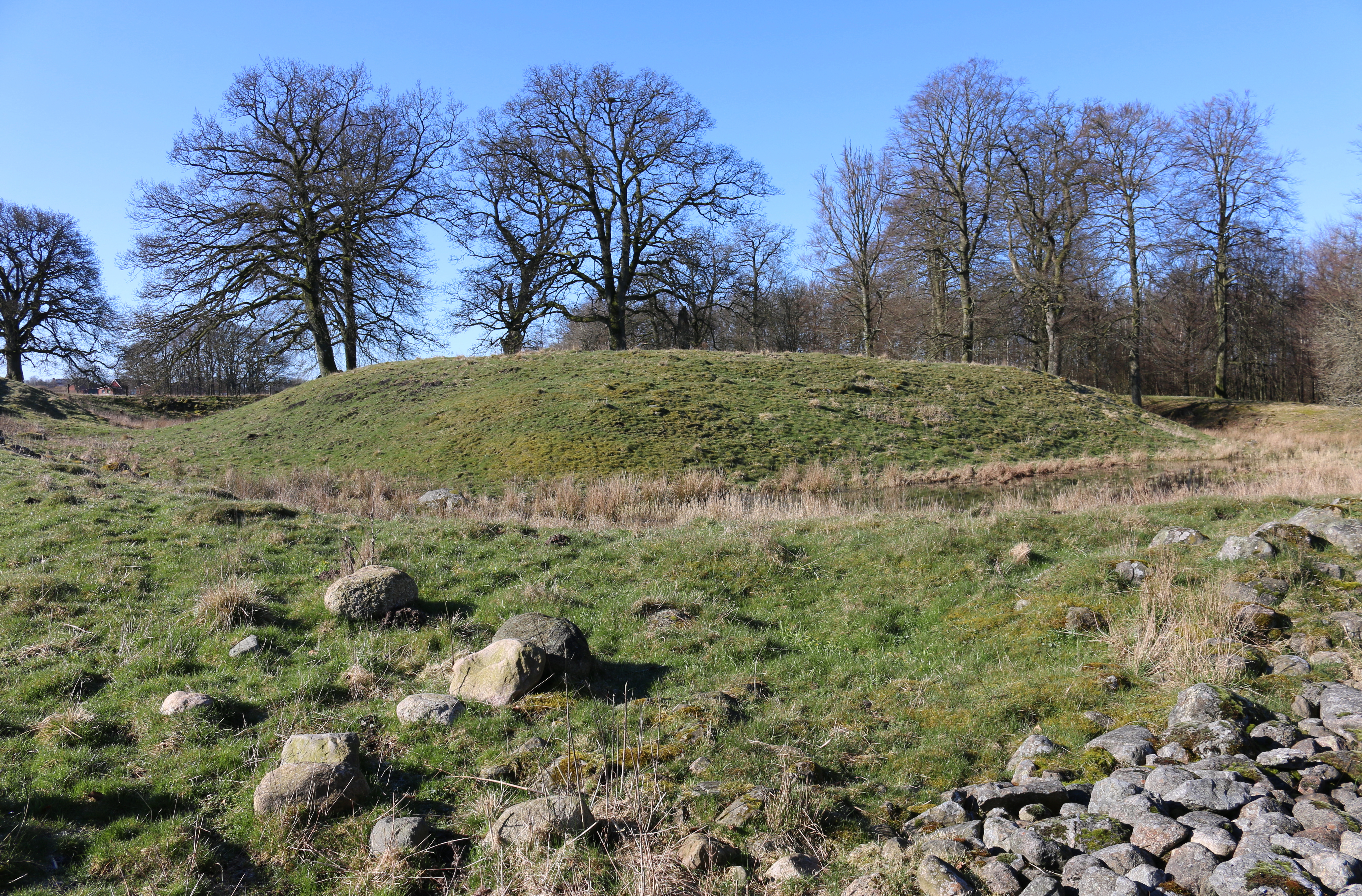
Beritsholms borgruin

Beritsholm, även Beritzholm, var en borg under medeltiden i Östra Kärrstorps socken i Sjöbo kommun. Det medeltida fästet, som ligger några hundra meter nordväst om Bjärsjölagårds slott, avtecknar sig vid sjömossens norra del som en borgkulle.

## Historia

### Medeltiden
Borgen var anlagd på en holme vilken var delad med vallgravar. Huvudbyggnaden låg på en kulle och på en annan låg ett stall. På en tredje kulle fanns stor fruktträdgård, där även rosor, läkeörter och kryddor växte. Kullarna har stått i förbindelse med varandra. Dåtidens angränsande område bestod av kärrmark, vilket gjorde borgen svårintaglig. Under tidig medeltid var borgen ett av Skånes viktigaste fästen och ett säte för länsherren för Beritsholms län.
Det är inte känt när borgen uppfördes, men den finns inte med i Kung Valdemars jordebok från 1231. Det har antagits att den kan ha uppförts under början av det danska inbördeskriget som pågick mellan 1250 till 1260, då det uppfördes flera borgar till skydd för befolkningen. Beritsholm omnämns första gången år 1363, då kung Valdemar Atterdag förvärvade borgen av riddarna Holger Gregersen Krognos till Vittskövle och Tuve Andersen Galen till Näsbyholm.
Borgen pantsattes av Valdemar Atterdag till riddaren Mogens Munk och inlöstes 1401 av Valdemars dotter Margareta. I likhet med fadern bodde drottning Margareta på borgen under sommarmånaderna.

### 1500-talet
Omkring 1500 innehades Beritsholm av befallningsman Oluf Jepsen Sparre (1502 till 1515) som pant (inklusive Färs härad) för 1750 mark för ett lån till kung Kristian II. År 1526 ansågs borgen illa befäst och inte försvarbar varför Beritsholms län sammanlades län med Lindholms län med Mourids Jepsen Sparre som länsherre på Lindholmens slott. Av ett gåvobrev till Mourids Jepsen Sparre av kung Fredrik I daterat den 23 augusti 1529 fick han behålla allt byggnadsmaterial från den av kungen beordrade rivningen av Beritsholms (i brevet kallat Börrisholm) till sitt slottsbygge på Svaneholm som påbörjades omkring år 1530. Det är dock okänt om det togs något material till Svaneholms slottsbygge och i så fall kvantiteten.

### Lämningar av borgen
Delar av borgen skall ha stått kvar ända in på 1700-talet och då delvis ha använts som material vid byggandet av det nuvarande slottet på Bjärsjölagård. År 1908 fanns det rester kvar av murverket på huvudholmen, västerut en bit mur ca 0,5 m hög. Även på södra sidan fanns en ca 0,5 m hög murrest kvar. På södra sidan fanns på båda sidor om vallgraven rättuppstående stenar vilket kan tyda på att bryggan över vallgraven låg där.